# قوقعة (تشريح)
القوقعة (باللاتينية: Cochlea) هو القسم المسؤول عن السمع موجودة في الأذن الداخلية ضمن العظم الصدغي. وللقوقعة تجويف حلزوني الشكل يتكون عند البشر من 2.75 دورة حول محوره. يعد عضو كورتي أحد المكونات الأساسية لقوقعة الأذن لأنه العضو الحسي للسمع.
اشتق الاسم اإنجليزي للقوقعة cochlea من اللغة اليونانية القديمة من كلمة kokhlias والتي تعني قوقعة الحلزون.

## الوظيفة
تمتلئ القوقعة بسائل مائي يدعى اللمف الباطن. يتحرك هذا السائل استجابة للاهتزازات القادمة من الأذن الوسطى عبر النافذة البيضاوية، وأثناء تحرك السائل يتحرك قسم من القوقعة (الغشاء القاعدي وعضو كورتي). تتحسس آلاف الخلايا الهدبية الاهتزازات بعد تضخيمها، وتحول هذه الاهتزازات إلى إشارات كهربائية تُرْسَّل عبر النواقل العصبية إلى عدة آلاف من الخلايا العصبية. تعمل الخلايا العصبية السمعية الأولية على تحويل الإشارات إلى نبضات كهروكيميائية تنتقل على طول العصب السمعي إلى بنى عصبية في جذع الدماغ لمزيد من المعالجة وتحويل الاهتزازات إلى أصوات مفهومة.

## السمع
ينقل عظم الرِّكاب في الأذن الوسطى الاهتزازات إلى النافذة البيضاوية التي تتوضع على الجزء الخارجي من القوقعة. تعتبر العظيمات السمعية ضرورية لوصول الموجات الصوتية بكفاءة إلى القوقعة، لأن القوقعة عبارة عن نظام غشائي سائل، وتتطلب ضغطاً أكبر لنقل الصوت من ضغط الهواء، ولتحقيق هذه الزيادة لابد من تقليل نسبة المساحة بين غشاء الطبل والنافذة البيضاوية بمقدار 20 ضعفاً، وذلك اعتماداً على القانون الفيزيائي: (الضغط = القوة مقسومة على المساحة). ينتج عن ذلك زيادة في الضغط بحوالي 20 مرة من ضغط موجة الصوت الأصلي في الهواء.
تنتهي كل قناة في قاعدة القوقعة بجدار غشائي يواجه تجويف الأذن الوسطى: تنتهي القناة الدهليزية عند النافذة البيضاوية، حيث تتمفصل صفيحة عظم السندان مع الركاب. تهتز صفيحة السندان عندما ينتقل الضغط عبر سلسلة العظيمات السمعية. ينتقل الاهتزاز في اللمف الظاهر، ويعمل كل من اللمف الظاهر واللمف الباطن في القناة القوقعية ميكانيكياً سائل متصل رغم وجود غشاء رقيق جداً يفصل بينهما. تعمل اهتزازات اللمف الباطن في قناة القوقعة على ضغط الغشاء القاعدي اعتماداً على تردد الموجة الصوتية. يهتز عضو كورتي بسبب خلايا الأهداب الخارجية التي تزيد من تضخيم هذه الاهتزازات، وبعدها يُزال الاستقطاب الكهربائي عن طريق تحريك شوارد البوتاسيوم وإرسال الإشاراة عبر ناقل عصبي إلى الخلايا العصبية السمعية الأولية في العقدة الحلزونية.
تُضبط خلايا الأهداب في عضو كورتي على ترددات صوتية معينة عن طريق موقعها في القوقعة بحسب درجة الصلابة في الغشاء القاعدي. تعود هذه الصلابة إلى سمك وعرض الغشاء القاعدي والذي يكون أكثر صلابة قرب بدايته عند النافذة البيضاوية، حيث يُدخل عظم الركاب الاهتزازات القادمة من طبلة الأذن، ونظراً لزيادة صلابته هناك، فإنه يسمح فقط للاهتزازات عالية التردد بتحريك الغشاء القاعدي وبالتالي خلايا الأهداب. كلما ابتعدت الموجة نحو قمة القوقعة كلما كان الغشاء القاعدي أقل صلابة، وبالتالي ستنتقل الترددات المنخفضة إلى أسفل الأنبوب، يشار إلى هذا الترتيب المكاني لاستقبال الصوت باسم تنظيم النغمات.
تنشط الترددات المنخفضة جداً (أقل من 20 هرتز) عضو كورتي إلى حد ما ولكنها منخفضة جداً للإحداث تنبيه عصبي، من جهة أخرى لا تصل الترددات العالية إلى القوقعة بسبب صلابتها هناك.
تؤدي الاهتزازات القوية جداً للغشاء القاعدي بسبب الأصوات العالية جداً إلى موت خلايا الأهداب، وهذا سبب شائع لفقدان السمع الجزئي الذي يحدث عند مستخدمي الأسلحة النارية أو الآلات الثقيلة.[بحاجة لمصدر]

## معرض صور

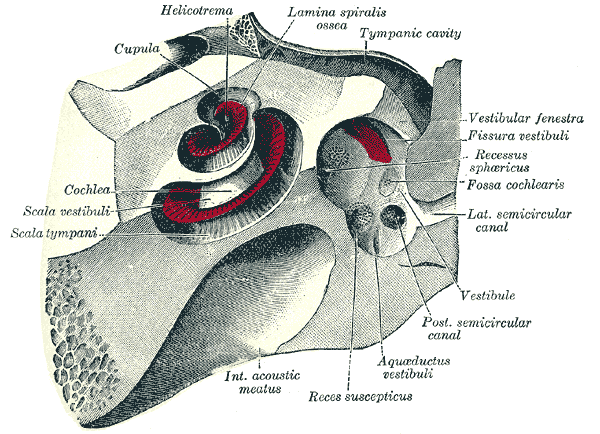
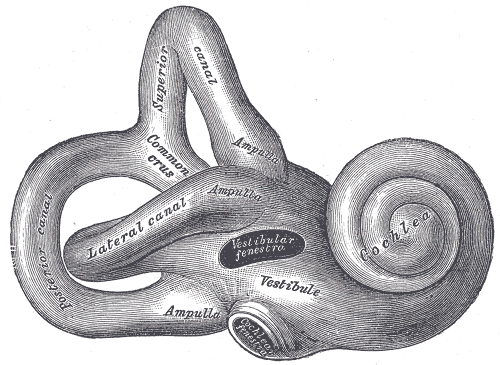
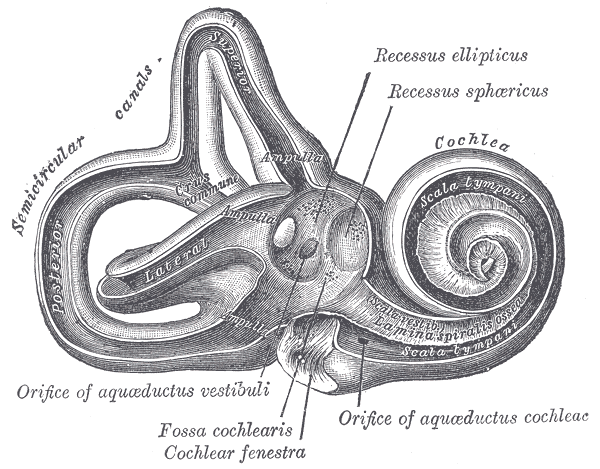
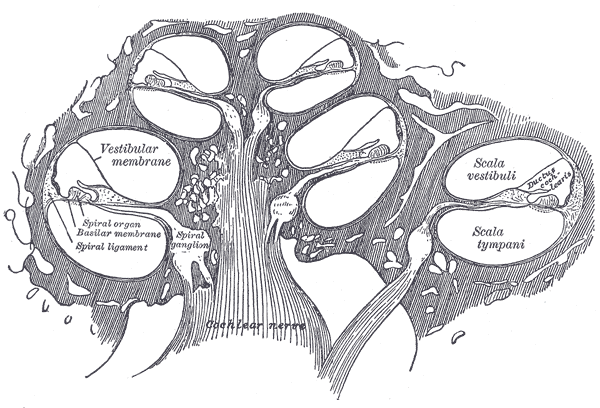